# Хирам Максим
Хирам Максим (енгл. Sir Hiram Stevens Maxim, 1840-1916) био је амерички конструктор аутоматског стрељачког оружја.

## Биографија

### Проналазач
Рођен 5. фебруара 1840. у САД, прешавши у Лондон конструисао је 1884. први митраљез (такозвани Максим), који је убрзо уведен у наоружање многих европских држава. Са шведским конструктором Вилхелмом Норденфелтом (швед. Wilhelm Thorsten Nordenfeldt) основао је 1888. у Лондону фабрику оружја (енгл. Maxim-Nordenfeldt Guns and Ammunition Company), која је 1896. проширена (енгл. Vickers Sons and Maxim). Касније је конструисао полуаутоматске топове калибра 47, 57, 67 и 75 мм, аутоматску пушку побољшаног система Винчестер (енгл. Winchester), и гасну кочницу на устима цеви артиљеријског оруђа. У периоду 1889-1890. разрадио је технологију израде малодимних барута.

### Писац
При крају живота радио је на конструкцији авиона, објавио дело о летовима (енгл. Artificial and Natural Flight, Лондон, 1909) и аутобиографију (енгл. My Life, Лондон, 1915). Умро је у Лондону 24. новембра 1916.